# Lista över händelser under trettioåriga kriget
Detta är en lista över händelser under trettioåriga kriget. Den upptar fältslag, belägringar, övriga viktiga händelser samt fredsfördrag och stillestånd. Det första datumet är enligt den julianska kalendern (som användes av de protestantiska staterna, däribland Sverige), det andra inom parentes är enligt den gregorianska kalendern (som användes av de katolska staterna).

## Fältslag
| Namn                             | Bild | Datum                             | Datum                                   | Plats                                                               | Protestantiska stater och allierade         | Romersk-katolska stater och allierade           | Resultat                                              | Protestantisk/allierade förluster                          | Katolsk/allierade förluster                                                                              |
| Namn                             | Bild | Gamla stilen                      | Nya stilen                              | Plats                                                               | Protestantiska stater och allierade         | Romersk-katolska stater och allierade           | Resultat                                              | Protestantisk/allierade förluster                          | Katolsk/allierade förluster                                                                              |
| -------------------------------- | ---- | --------------------------------- | --------------------------------------- | ------------------------------------------------------------------- | ------------------------------------------- | ----------------------------------------------- | ----------------------------------------------------- | ---------------------------------------------------------- | --- |
| Slaget vid Lomnice               |      | 29 oktober 1618                   | 9 november 1618                         | Lomnice nad Lužnicí i Tjeckien                                      | Böhmen                                      | Tysk-romerska riket                             | Böhmisk seger                                         | 80 döda och 120 sårade                                     | Runt 1 500 döda, sårade eller försvunna                                                                  |
| Slaget vid Sablat                |      | 1 juni 1619                       | 10 juni 1619                            | Záblatí nära Dřiteň i Tjeckien                                      | Böhmen                                      | Tysk-romerska riket                             | Tysk-romersk seger                                    | 1 500 döda och sårade                                      | 650 döda och sårade                                                                                      |
| Slaget vid Wisternitz            |      | 25 juli 1619                      | 5 augusti 1619                          | Dolní Věstonice i Tjeckien                                          | Böhmen                                      | Tysk-romerska riket                             | Böhmisk seger                                         | 700 döda och sårade                                        | 6 000 döda och sårade                                                                                    |
| Slaget vid Humenné               |      | 13 november 1619                  | 23 november 1619                        | Humenné i Slovakien                                                 | Transsylvanien                              | Polsk-litauiska samväldet                       | Polsk seger                                           | 2 100 döda och sårade                                      | 850 döda och sårade                                                                                      |
| Slaget vid Vita berget           |      | 28 oktober 1620                   | 8 november 1620                         | Bílá Hora nära Prag i Tjeckien                                      | Böhmen                                      | Tysk-romerska riket, Spanien och Katolska ligan | Katolsk seger                                         | 4 000 döda och sårade                                      | 700 döda och sårade                                                                                      |
| Slaget vid Neu Titschein         |      | 15 juli 1621                      | 25 juli 1621                            | Nový Jičín / Neu Titschein i Tjeckien                               | Böhmen och protestanter från Schlesien      | Tysk-romerska riket                             | Protestantisk seger                                   |                                                            | Över 500 döda                                                                                            |
| Slaget vid Kirdorf               |      | 10 december 1621                  | 20 december 1621                        | Kirtorf i Hessen i Tyskland                                         | Evangeliska unionen                         | Katolska ligan                                  | Katolsk seger                                         |                                                            | |
| Slaget vid Mingolsheim           |      | 17 april 1622                     | 27 april 1622                           | Mingolsheim söder om Heidelberg i Tyskland                          | Evangeliska unionen                         | Tysk-romerska riket och Katolska ligan          | Taktisk protestantisk seger; strategisk katolsk seger | 300-800 döda och sårade                                    | 2 000 döda och sårade                                                                                    |
| Slaget vid Wimpfen               |      | 26 april 1622                     | 6 maj 1622                              | Bad Wimpfen i Baden-Württemberg i Tyskland                          | Evangeliska unionen                         | Tysk-romerska riket, Spanien och Katolska ligan | Katolsk seger                                         | Över 12 000 döda och sårade                                | 3 900-4 400 döda och sårade                                                                              |
| Slaget vid Höchst                |      | 10 juni 1622                      | 20 juni 1622                            | Höchst i Frankfurt am Main i Tyskland                               | Braunschweig-Lüneburg                       | Tysk-romerska riket, Spanien och Katolska ligan | Strategisk katolsk seger                              | 2 000 döda och sårade                                      | 100 döda och sårade                                                                                      |
| Slaget vid Fleurus               |      | 19 augusti 1622                   | 29 augusti 1622                         | Fleurus i Vallonien i Belgien                                       | Baden-Durlach och Braunschweig-Lüneburg     | Spanien                                         | Spansk seger                                          | 5 000 döda, sårade och tillfångatagna                      | 300 döda och 900 sårade                                                                                  |
| Slaget vid Stadtlohn             |      | 26 juli 1623                      | 6 augusti 1623                          | Stadtlohn i Nordrhein-Westfalen i Tyskland                          | Halberstadt                                 | Tysk-romerska riket, Spanien och Katolska ligan | Avgörande katolsk seger                               | 13 000 döda, sårade och tillfångatagna                     | 1 000 döda och sårade                                                                                    |
| Slaget vid Dessau bro            |      | 15 april 1626                     | 25 april 1626                           | Dessau i Sachsen-Anhalt i Tyskland                                  | Danmark och Evangeliska unionen             | Tysk-romerska riket och Katolska ligan          | Katolsk seger                                         | 4 000 döda, sårade och tillfångatagna                      | 2 000 döda och sårade                                                                                    |
| Slaget vid Lutter am Barenberge  |      | 17 augusti 1626                   | 27 augusti 1626                         | Lutter am Barenberge i Niedersachsen i Tyskland                     | Danmark och Nedersachsiska kretsen          | Tysk-romerska riket och Katolska ligan          | Avgörande katolsk seger                               | 6 000 döda och 2 500 tillfångatagna                        | 200 döda och sårade                                                                                      |
| Slaget vid Wolgast               |      | 22 augusti 1628                   | 2 september 1628                        | Wolgast i Mecklenburg-Vorpommern i Tyskland                         | Danmark                                     | Tysk-romerska riket                             | Avgörande tysk-romersk seger                          | 1 000 döda och 1 100 tillfångatagna                        | |
| Slaget vid Marwitz               |      | 15 december 1630                  | 25 december 1630                        | Marwitz i Västpommerns vojvodskap i Polen                           | Sverige                                     | Tysk-romerska riket                             | Svensk seger                                          |                                                            | |
| Slaget vid Frankfurt an der Oder |      | 3 april 1631                      | 13 april 1631                           | Frankfurt an der Oder i Brandenburg i Tyskland                      | Sverige                                     | Tysk-romerska riket                             | Svensk seger                                          | 800 döda och sårade                                        | 3 000 döda och sårade                                                                                    |
| Slaget vid Werben                |      | 12 juli eller 21 juli 1631        | 22 juli eller 1 augusti 1631            | Werben i Brandenburg i Tyskland                                     | Sverige                                     | Tysk-romerska riket                             | Svensk seger                                          |                                                            | 6 000 döda och sårade                                                                                    |
| Slaget vid Breitenfeld           |      | 7 september 1631                  | 17 september 1631                       | Breitenfeld norr om Leipzig i Sachsen i Tyskland                    | Sverige och Sachsen                         | Tysk-romerska riket, Ungern och Kroatien        | Avgörande svensk seger                                | På svensk sida: 3 550 döda och på sachsisk sida 2 000 döda | 7 600 döda, 6 000 tillfångatagna och 10 400 försvunna (desertörer, eventuellt döda eller tillfångatagna) |
| Slaget vid Rain                  |      | 5 april 1632                      | 15 april 1632                           | Lech nära Rain i Bayern i Tyskland                                  | Sverige                                     | Tysk-romerska riket och Katolska ligan          | Svensk seger                                          | 2 000 döda                                                 | 3 000 döda                                                                                               |
| Slaget vid Wiesloch              |      | 6 augusti 1632                    | 16 augusti 1632                         | Wiesloch söder om Heidelberg i Württemberg i Tyskland               | Sverige                                     | Tysk-romerska riket                             | Svensk seger                                          |                                                            | |
| Slaget vid Alte Veste            |      | 31 augusti 1632                   | 9 september 1632                        | Alte Veste sydväst om Nürnberg i Bayern i Tyskland                  | Sverige                                     | Tysk-romerska riket och Katolska ligan          | Katolsk seger                                         | 4 000 döda och sårade                                      | 2 000 döda och sårade                                                                                    |
| Slaget vid Fürth                 |      | 25 augusti 1632                   | 3 september 1632                        | Fürth i Bayern i Tyskland                                           | Sverige och Evangeliska unionen             | Tysk-romerska riket och Katolska ligan          | Taktisk katolsk seger; strategiskt oavgjort           | 1 000 döda och 1 500 sårade eller försvunna                | 1 000 döda och 1 500 sårade eller försvunna                                                              |
| Slaget vid Lützen                |      | 6 november 1632                   | 16 november 1632                        | Lützen i sydvästra Leipzig i Sachsen i Tyskland                     | Sverige och Evangeliska unionen             | Tysk-romerska riket och Katolska ligan          | Svensk pyrrhusseger                                   | 3 400 döda och 1 600 skadade eller deserterade             | 5 000 döda                                                                                               |
| Slaget vid Oldendorf             |      | 28 juni 1633                      | 8 juli 1633                             | Hessisch Oldendorf i Niedersachsen i Tyskland                       | Sverige                                     | Tysk-romerska riket                             | Avgörande svenska seger                               | 700 döda och sårade                                        | 3 000 döda och sårade, 1 000 tillfångatagna                                                              |
| Slaget vid Pfaffenhofen          |      | 21 juli 1633                      | 1 augusti 1633                          | Pfaffenhofen i Tyrolen i Österrike                                  | Pfalz-Zweibrücken och Sverige               | Lothringen                                      | Protestantisk seger                                   |                                                            | |
| Slaget vid Steinau               |      | 1 oktober 1633                    | 11 oktober 1633                         | Steinau i Schlesien i Tjeckien                                      | Sverige                                     | Tysk-romerska riket                             | Tysk-romersk seger                                    |                                                            | |
| Slaget vid Liegnitz              |      | 3 maj 1634                        | 13 maj 1634                             | Legnica i Nedre Schlesiens vojvodskap i Polen                       | Sachsen                                     | Tysk-romerska riket                             | Sachsisk seger                                        | 1 000 döda och sårade                                      | 4 000 döda och 1 400 tillfångatagna                                                                      |
| Slaget vid Nördlingen            |      | 25–26 augusti 1634                | 5–6 september 1634                      | Nördlingen i Bayern i Tyskland                                      | Sverige och Heilbronnförbundet              | Spanien och Bayern                              | Avgörande spansk seger                                | 8 000 döda och sårade, 4 000 tillfångatagna                | 2 400 döda och sårade                                                                                    |
| Slaget vid Willstätt             |      | 18 september 1634                 | 28 september 1634                       | Willstätt i Baden-Württemberg i Tyskland                            | Sverige och Heilbronnförbundet              | Tysk-romerska riket och Katolska ligan          | Katolsk seger                                         | 5 000 döda och tillfångatagna                              | |
| Slaget vid Les Avins             |      | 10 maj 1635                       | 20 maj 1635                             | Les Avins nära Huy i Liège i Belgien                                | Frankrike                                   | Spanien                                         | Fransk seger                                          | 260 döda och sårade                                        | 4 000 döda, sårade och tillfångatagna                                                                    |
| Slaget vid Dömitz                |      | 12 oktober 1635                   | 22 oktober 1635                         | Dömitz i Mecklenburg-Vorpommern i Tyskland                          | Sverige                                     | Sachsen                                         | Svensk seger                                          |                                                            | 1 000 döda och 2 000-2 500 män tillfångatagna                                                            |
| Slaget vid Wittstock             |      | 26 september 1636                 | 4 oktober 1636                          | Wittstock nordväst om Berlin i Brandenburg i Tyskland               | Sverige                                     | Tysk-romerska riket och Sachsen                 | Avgörande svensk seger                                | 3 100 döda och sårade                                      | 5 000 döda och 2 000 tillfångatagna                                                                      |
| Slaget vid Rheinfelden           |      | 18 februari och 23 februari 1638  | 28 februari och 3 mars 1638             | Rheinfelden nära Basel i Aargau i Schweiz                           | Sachsen-Weimar, Frankrike och Sverige       | Tysk-romerska riket och Bayern                  | Seger för Sachsen-Weimar                              | 1 968 döda och sårade                                      | 4 000 döda och sårade                                                                                    |
| Slaget vid Wittenweier           |      | 29 juli 1638                      | 9 augusti 1638                          | Wittenweier nära Schwanau i Baden-Württemberg i Tyskland            | Sachsen-Weimar, Sverige och Frankrike       | Tysk-romerska riket och Bayern                  | Svensk-fransk seger                                   | 600 döda och 1 000 sårade                                  | 1 500 döda och sårade, 1 300 tillfångatagna                                                              |
| Slaget vid Vlotho                |      | 7 oktober 1638                    | 17 oktober 1638                         | Vlotho i Westfalen i Tyskland                                       | Kurpfalz, England och Sverige               | Tysk-romerska riket                             | Tysk-romersk seger                                    | 1 200 tillfångatagna                                       | 79 döda och sårade                                                                                       |
| Slaget vid Breisach              |      | 8 augusti – 7 december 1638       | 18 augusti – 17 december 1638           | Breisach am Rhein i Baden-Württemberg i Tyskland                    | Sachsen-Weimar och Frankrike                | Tysk-romerska riket och Bayern                  | Fransk seger                                          | 1 700 döda och sårade                                      | 4 000 döda och sårade                                                                                    |
| Slaget vid Chemnitz              |      | 4 april 1639                      | 14 april 1639                           | Chemnitz i Sachsen i Tyskland                                       | Sverige                                     | Sachsen                                         | Avgörande svensk seger                                | 764 döda och skadade                                       | |
| Slaget vid Diedenhofen           |      | 28 maj 1639                       | 7 juni 1639                             | Thionville i Lorraine i Frankrike                                   | Sverige                                     | Sachsen                                         | Avgörande svensk seger                                | 764 döda och skadade                                       | |
| Slaget vid Riebelsdorfer Berg    |      | 5 november 1640                   | 15 november 1640                        | Riebelsdorfer Berg i Hessen i Tyskland                              | Sachsen-Weimar och Frankrike                | Tysk-romerska riket                             | Fransk seger                                          |                                                            | 300 döda                                                                                                 |
| Slaget vid Preßnitz              |      | 17 mars 1641                      | 27 mars 1641                            | Preßnitz i Ústí nad Labem i Tjeckien                                | Sverige                                     | Tysk-romerska riket                             | Tysk-romersk seger                                    |                                                            | |
| Slaget vid Wolfenbüttel          |      | 9 juni 1641                       | 19 juni 1641                            | Wolfenbüttel i Niedersachsen i Tyskland                             | Sverige                                     | Tysk-romerska riket                             | Svensk seger                                          | 4 500 döda och sårade                                      | 4 000 man döda och sårade                                                                                |
| Slaget vid La Marfée             |      | 26 juni 1641                      | 6 juli 1641                             | La Marfée i Ardennes i Frankrike                                    | Frankrike                                   | Tysk-romerska riket och Spanien                 | Tysk-spansk seger                                     | 7 500 döda, sårade och tillfångatagna                      | |
| Slaget vid Kempen                |      | 7 januari 1642                    | 17 januari 1642                         | Tönisvorst nära Kempen i Nordrhein-Westfalen i Tyskland             | Frankrike, Sachsen-Weimar och Hessen-Kassel | Tysk-romerska riket och Köln                    | Fransk seger                                          | 115 döda 260 sårade                                        | 2 500 döda och 3 000 tillfångatagna                                                                      |
| Slaget vid Honnecourt            |      | 16 maj 1642                       | 26 maj 1642                             | Honnecourt-sur-Escaut i Hauts-de-France i Frankrike                 | Frankrike                                   | Spanien                                         | Spansk seger                                          | 3 700 döda och sårade, 3 400 tillfångatagna                | 500 döda och sårade                                                                                      |
| Slaget vid Leipzig               |      | 13 oktober 1642                   | 23 oktober 1642                         | Leipzig i Sachsen i Tyskland                                        | Sverige                                     | Tysk-romerska riket                             | Svensk seger                                          | 4 000 döda och sårade                                      | 10 000 döda och sårade, 5 000 tillfångatagna                                                             |
| Slaget vid Rocroi                |      | 9 maj 1643                        | 19 maj 1643                             | Rocroi i Ardennes i Frankrike                                       | Frankrike                                   | Spanien                                         | Fransk seger                                          | 4 000 döda, sårade och tillfångatagna                      | 7 000 döda, sårade och tillfångatagna                                                                    |
| Slaget vid Tuttlingen            |      | 14 november 1643                  | 24 november 1643                        | Tuttlingen i Baden-Württemberg i Tyskland                           | Frankrike                                   | Tysk-romerska riket, Spanien och Bayern         | Tysk-spansk seger                                     |                                                            | |
| Slaget vid Freiburg              |      | 23 juli, 25 juli och 29 juli 1644 | 3 augusti, 5 augusti och 9 augusti 1644 | Freiburg im Breisgau i Baden-Württemberg i Tyskland                 | Frankrike                                   | Tysk-romerska riket och Bayern                  | Taktisk fransk seger; strategiskt oavgjort            | 7 000-8 000 döda och sårade                                | 2 500 döda och sårade                                                                                    |
| Slaget vid Jüterbog              |      | 13 november 1644                  | 23 november 1644                        | Jüterbog söder om Berlin i Brandenburg i Tyskland                   | Sverige                                     | Tysk-romerska riket                             | Svensk seger                                          |                                                            | 3 800 döda och sårade                                                                                    |
| Slaget vid Jankov                |      | 25 februari 1645                  | 5 mars 1645                             | Jankov sydväst om Prag i Tjeckien                                   | Sverige                                     | Tysk-romerska riket och Katolska ligan          | Avgörande svensk seger                                | 1 500 döda, sårade och försvunna                           | 4 000–5 000 tillfångatagna, 4 000–5 000 döda och försvunna                                               |
| Slaget vid Herbsthausen          |      | 22 april 1645                     | 2 maj 1645                              | Herbsthausen nära Bad Mergentheim i Baden-Württemberg i Tyskland    | Frankrike                                   | Bayern                                          | Bayersk seger                                         | 2 600 döda                                                 | 500 döda                                                                                                 |
| Slaget vid Nördlingen            |      | 23 juli 1645                      | 3 augusti 1645                          | Alerheim nära Nördlingen i Bayern i Tyskland                        | Frankrike och Sachsen-Weimar                | Tysk-romerska riket och Bayern                  | Fransk seger                                          | 5 000 döda och sårade                                      | 5 000 döda och sårade                                                                                    |
| Slaget vid Frankenberg           |      | 10 november 1646                  | 20 november 1646                        | Třebel nära Černošín i Plzeň i Tjeckien                             | Hessen-Kassel och Sverige                   | Hessen-Darmstadt och Tysk-romerska riket        | Kassel-svensk seger                                   |                                                            | 500 döda och 500-800 tillfångatagna                                                                      |
| Slaget vid Triebl                |      | 8 augusti - 25 augusti 1647       | 18 augusti - 5 september 1647           | Třebel nära Černošín i Plzeň i Tjeckien                             | Sverige                                     | Tysk-romerska riket                             | Tysk-romersk seger                                    | 380 döda och sårade                                        | 120 döda och sårade                                                                                      |
| Slaget vid Zusmarshausen         |      | 7 maj 1648                        | 17 maj 1648                             | Zusmarshausen nära Augsburg i Bayern i Tyskland                     | Sverige och Frankrike                       | Tysk-romerska riket och Bayern                  | Fransk-svensk seger                                   |                                                            | 2 000 döda och sårade                                                                                    |
| Slaget vid Wevelinghoven         |      | 4 juni 1648                       | 14 juni 1648                            | Wevelinghoven i Nordrhein-Westfalen i Tyskland                      | Hessen-Kassel, Frankrike och Sverige        | Tysk-romerska riket                             | Allierad seger                                        |                                                            | |
| Slaget vid Lens                  |      | 10 augusti 1648                   | 20 augusti 1648                         | Mellan Grenay och Liévin väster om Lens i Pas-de-Calais i Frankrike | Frankrike                                   | Spanien                                         | Avgörande fransk seger                                | 3 500 döda eller sårade                                    | 3 000 döda eller sårade, 5 000 tillfångatagna                                                            |
| Slaget vid Prag                  |      | 15 juli – 21 oktober 1648         | 25 juli – 1 november 1648               | Prag i Tjeckien                                                     | Sverige                                     | Böhmen                                          | Oavgjort                                              | 500 döda och 700 sårade                                    | 219 döda och 475 sårade                                                                                  |
| Slaget vid Dachau                |      | 25 september 1648                 | 5 oktober 1648                          | Dachau i Bayern i Tyskland                                          | Sverige                                     | Tysk-romerska riket                             | Tysk-romersk seger                                    | 200 döda och 94 tillfångatagna                             | |

## Belägringar
| Namn                         | Bild | Datum                             | Datum                              | Plats                                               | Protestantiska stater och allierade            | Romersk-katolska stater och allierade | Resultat               | Protestantisk/allierade förluster           | Katolsk/allierade förluster |
| Namn                         | Bild | Gamla stilen                      | Nya stilen                         | Plats                                               | Protestantiska stater och allierade            | Romersk-katolska stater och allierade | Resultat               | Protestantisk/allierade förluster           | Katolsk/allierade förluster |
| ---------------------------- | ---- | --------------------------------- | ---------------------------------- | --------------------------------------------------- | ---------------------------------------------- | ------------------------------------- | ---------------------- | ------------------------------------------- | --------------------------- |
| Belägringen av Pilsen        |      | 19 september - 11 november 1618   | 19 september - 21 november 1618    | Plzeň i Böhmen i Tjeckien                           | Böhmen och Kurpfalz                            | Tysk-romerska riket                   | Böhmisk seger          | 1 100 döda och sårade, 2 000 tillfångatagna | 2 500 döda och sårade       |
| Belägringen av Bad Kreuznach |      | 29 augusti 1620                   | 9 september 1620                   | Bad Kreuznach i Rheinland-Pfalz i Tyskland          | Kurpfalz                                       | Spanien                               | Spansk seger           |                                             |                             |
| Erövringen av Oppenheim      |      | 4 september 1620                  | 14 september 1620                  | Oppenheim i Rheinland-Pfalz i Tyskland              | Kurpfalz                                       | Spanien                               | Avgörande spansk seger | 800-1 000 tillfångatagna                    |                             |
| Erövringen av Bacharach      |      | 21 september 1620                 | 1 oktober 1620                     | Bacharach i Rheinland-Pfalz i Tyskland              | Kurpfalz och England                           | Spanien                               | Spansk seger           |                                             | 3 döda och 3 sårade         |
| Belägringen av Jülich        |      | 25 augusti 1621 – 23 januari 1622 | 5 september 1621 – 3 februari 1622 | Jülich i Nordrhein-Westfalen i Tyskland             | Förenade Nederländerna                         | Spanien                               | Spansk seger           |                                             |                             |
| Belägringen av Heidelberg    |      | 13 juli – 9 september 1622        | 23 juli – 19 september 1622        | Heidelberg i Baden-Württemberg i Tyskland           | Kurpfalz och England                           | Tysk-romerska riket och Spanien       | Tysk-spansk seger      | 8 000 döda och sårade                       | 5 000 döda och sårade       |
| Erövringen av Mannheim       |      | 10 oktober – 22 oktober 1622      | 20 oktober – 2 november 1622       | Mannheim i Baden-Württemberg i Tyskland             | Kurpfalz och England                           | Tysk-romerska riket och Spanien       | Tysk-spansk seger      |                                             |                             |
| Belägringen av Stralsund     |      | Maj – 24 juli 1628                | Maj – 4 augusti 1628               | Stralsund i Mecklenburg-Vorpommern i Tyskland       | Stralsund, Danmark och Sverige                 | Tysk-romerska riket                   | Protestantisk seger    |                                             |                             |
| Belägringen av Benfeld       |      | 29 augusti – 19 oktober 1632      | 8 september – 29 oktober 1632      | Benfeld i Alsace i Frankrike                        | Sverige och Württemberg                        | Tysk-romerska riket                   | Svensk seger           |                                             |                             |
| Belägringen av Rheinfelden   |      | Sent oktober 1633                 | Sent oktober 1633                  | Rheinfelden i Aargau i Schweiz                      | Sverige, Sachsen-Weimar och Heilbronnförbundet | Spanien                               | Spansk seger           |                                             |                             |
| Belägringen av Leuven        |      | 14 juni – 24 juni 1635            | 24 juni – 4 juli 1635              | Leuven i flamländska Brabant i Belgien              | Frankrike och Förenade Nederländerna           | Spanien                               | Angörande spansk seger | 12 000 döda och sårade                      | 700 döda och sårade         |
| Belägringen av Corbie        |      | 14 september – 29 oktober 1636    | 24 september – 9 november 1636     | Corbie i Picardie i Frankrike                       | Frankrike                                      | Spanien                               | Fransk seger           |                                             |                             |
| Belägringen av Saint-Omer    |      | 14 maj – 6 juli 1638              | 24 maj – 16 juli 1638              | Saint-Omer i Pas-de-Calais i Frankrike              | Frankrike                                      | Spanien                               | Spansk seger           | 4 000 döda och sårade                       |                             |
| Belägringen av Fuenterrabía  |      | Juni – September 1638             | Juni – September 1638              | Hondarribia i Gipuzkoa i Spanien                    | Frankrike                                      | Spanien                               | Angörande spansk seger | 4 000 döda och sårade, 2 000 tillfångatagna |                             |
| Belägringen av Turin         |      | 12 maj – 10 september 1640        | 22 maj – 20 september 1640         | Turin i Torino i Italien                            | Frankrike                                      | Spanien                               | Fransk seger           |                                             |                             |
| Belägringen av Salses        |      | 29 maj – 26 december 1640         | 9 juni 1639 – 6 januari 1640       | Salses-le-Château i Pyrénées-Orientales i Frankrike | Frankrike                                      | Spanien                               | Spansk seger           | 4 200 döda och sårade                       | 10 000 döda och deserterade |
| Belägringen av Dorsten       |      | 6 juli – 9 september 1641         | 16 juli – 19 september 1641        | Dorsten i Nordrhein-Westfalen i Tyskland            | Hessen-Kassel                                  | Tysk-romerska riket                   | Tysk-romersk seger     | 1 350 döda och sårade                       |                             |
| Belägringen av Korneuburg    |      | 12 maj – 24 juli 1646             | 22 maj – 4 augusti 1646            | Korneuburg i Niederösterreich i Österrike           | Sverige                                        | Tysk-romerska riket                   | Tysk-romersk seger     |                                             |                             |
| Belägringen av Fort Mardyck  |      | 24 juli – 14 augusti 1646         | 4 augusti – 24 augusti 1646        | Dunkerque i Hauts-de-France i Frankrike             | Frankrike och Förenade Nederländerna           | Spanien                               | Tysk-romersk seger     |                                             |                             |

## Övriga händelser
| Namn                        | Bild | Datum                   | Datum                   | Plats                                 | Protestantiska stater och allierade | Romersk-katolska stater och allierade     | Resultat               | Protestantisk/allierade förluster           | Katolsk/allierade förluster |
| Namn                        | Bild | Gamla stilen            | Nya stilen              | Plats                                 | Protestantiska stater och allierade | Romersk-katolska stater och allierade     | Resultat               | Protestantisk/allierade förluster           | Katolsk/allierade förluster |
| --------------------------- | ---- | ----------------------- | ----------------------- | ------------------------------------- | ----------------------------------- | ----------------------------------------- | ---------------------- | ------------------------------------------- | --------------------------- |
| Undsättningen av Genua      |      | 18 mars - 14 april 1625 | 28 mars - 24 april 1625 | Thionville i Lorraine i Frankrike     | Frankrike och Savojen               | Spanien och Genua                         | Avgörande spansk seger | 5 000 döda och sårade, 2 000 tillfångatagna | 1 300 döda och sårade       |
| Plundringen av Magdeburg    |      | 10 maj 1631             | 20 maj 1631             | Magdeburg i Sachsen-Anhalt i Tyskland | Magdeburgs invånare                 | Tysk-romerska riket och Katolska ligan    | Staden förintas        | 25 000 döda                                 | 300 döda och 1 600 sårade   |
| Övergången av Somme         |      | 25 juli 1636            | 5 augusti 1636          | Bray-sur-Somme i Picardie i Frankrike | Frankrike                           | Tysk-romerska riket, Spanien och Lorraine | Tysk-spansk seger      | 280 döda och sårade                         | 35 döda och 50 sårade       |
| Undsättningen av Thionville |      | 26-27 maj 1639          | 6-7 juni 1639           | Thionville i Lorraine i Frankrike     | Frankrike                           | Spanien                                   | Avgörande spansk seger | 6 000 döda och sårade, 3 000 tillfångatagna | 1 500 döda och sårade       |

## Fördrag
| Namn                        | Bild | Datum                  | Datum                  | Plats                                                                  | Protestantiska stater och allierade | Romersk-katolska stater och allierade |
| Namn                        | Bild | Gamla stilen           | Nya stilen             | Plats                                                                  | Protestantiska stater och allierade | Romersk-katolska stater och allierade |
| --------------------------- | ---- | ---------------------- | ---------------------- | ---------------------------------------------------------------------- | ----------------------------------- | ------------------------------------- |
| Freden i Nikolsburg         |      | 21 december 1621       | 31 december 1621       | Mikulov i Södra Mähren i Tjeckien                                      | Transsylvanien                      | Tysk-romerska riket                   |
| Fördraget i Haag            |      | 21 december 1621       | 9 december 1625        | Haag i Zuid-Holland i Nederländerna                                    | England och Förenade Nederländerna  |                                       |
| Kapitulationen av Franzburg |      | 10 november 1627       | 20 november 1627       | Franzburg i Mecklenburg-Vorpommern i Tyskland                          | Pommern                             | Tysk-romerska riket                   |
| Freden i Lübeck             |      | 12 maj och 27 maj 1629 | 22 maj och 7 juni 1629 | Lübeck i Schleswig-Holstein i Tyskland                                 | Danmark                             | Tysk-romerska riket                   |
| Fördraget i Stettin         |      | 25 augusti 1630        | 4 september 1630       | Szczecin i Västpommerns vojvodskap i Polen                             | Sverige och Pommern                 |                                       |
| Fördraget i Bärwalde        |      | 13 januari 1631        | 23 januari 1631        | Mieszkowice i Västpommerns vojvodskap i Polen                          | Sverige och Frankrike               |                                       |
| Fördraget i Fontainebleau   |      | 20 maj 1631            | 30 maj 1631            | Slottet i Fontainebleau i Seine-et-Marne i Frankrike                   | Frankrike                           | Bayern                                |
| Freden i Prag               |      | 20 maj 1635            | 30 maj 1635            | Pragborgen i Prag i Tjeckien                                           | Sachsen                             | Tysk-romerska riket                   |
| Fördraget i Wismar          |      | 10 mars 1636           | 20 mars 1636           | Wismar i Mecklenburg-Vorpommern i Tyskland                             | Frankrike och Sverige               |                                       |
| Fördraget i Hamburg         |      | 20 juni 1641           | 30 juni 1641           | Hamburg i Tyskland                                                     | Frankrike och Sverige               |                                       |
| Stilleståndet i Ulm         |      | 4 mars 1647            | 14 mars 1647           | Ulm i Baden-Württemberg i Tyskland                                     | Frankrike och Sverige               | Bayern                                |
| Westfaliska freden          |      | 14 oktober 1648        | 24 oktober 1648        | Osnabrück i Niedersachsen och Münster i Nordrhein-Westfalen i Tyskland | Frankrike, Sverige och allierade    | Tysk-romerska riket och allierade     |